# Serguéi Petrosián
Serguéi Petrosián –en ruso, Сергей Петросян– (Bakú, URSS, 7 de junio de 1988-Goriachi Kliuch, 24 de julio de 2017) fue un deportista ruso que compitió en halterofilia. Ganó dos medallas de oro en el Campeonato Europeo de Halterofilia, en los años 2007 y 2008.

## Palmarés internacional
| Campeonato Europeo | Campeonato Europeo          | Campeonato Europeo | Campeonato Europeo |
| Año                | Lugar                       | Medalla            | Categoría          |
| ------------------ | --------------------------- | ------------------ | ------------------ |
| 2007               | Estrasburgo (Francia)       | Medalla de oro     | 62 kg              |
| 2008               | Lignano Sabbiadoro (Italia) | Medalla de oro     | 62 kg              |